# Характер (филм)
„Характер“ (на нидерландски: Karakter) е нидерландски филм от 1997 година, психологическа драма на режисьора Мике ван Дийм по негов собствен сценарий, базиран на едноименния роман от 1938 година на Фердинанд Бордевейк.
В центъра на сюжета е младеж в междувоенна Нидерландия, извънбрачен син на мизантропичен съдия изпълнител, който се опитва с големи усилия да стане адвокат, но е убеден, че баща му се опитва да провали живота му. Главните роли се изпълняват от Федя ван Хюет, Ян Деклайр, Бети Схюрман, Тамар ван ден Доп.
„Характер“ получава награда „Оскар“ за чуждоезичен филм.